# Fort Coteau-du-Lac
Le fort Coteau-du-Lac était un poste militaire initialement construit en 1779-1780 dans la Province de Québec sur une pointe aux abords des rapides de Coteau-du-Lac. Le poste militaire fut ensuite transformé en fort entre 1813 et 1815. Sa fonction principale était de protéger l'axe maritime du fleuve Saint-Laurent ainsi que la ville de Montréal d'une invasion américaine durant la guerre d'indépendance des États-Unis et la guerre de 1812. 
Le fort protégeait le premier canal à écluses du Canada, le canal de Coteau-du-Lac. Ce dernier fut conçu afin d'éviter des rapides parmi les plus puissants du fleuve à l'époque. Il servit jusqu'à la construction du premier canal de Beauharnois, en 1845.
Le site fut reconnu comme un lieu historique national par la Commission des Monuments historique du Canada en 1929 et est administré par Parcs Canada.

## Historique
La guerre de 1812 força les Britanniques à construire des fortifications. Certaines fortifications ont survécu au temps, contrairement à d'autres comme le fort Coteau-du-Lac. 
Les remparts du fort de Coteau-du-Lac sont faits de terre, ce qui n'est pas contraire à l'art militaire de l'époque. Le fort est conçu sur forme d'étoile. Les canons sont placés en hauteur des étoiles. Le bastion original était sous forme de trèfle. Cette pointe saillante s’avançait tout près des rapides. On hérissa de longs pieux aiguisés horizontalement à la moitié de la hauteur de son escarpement pour protéger le fort. On fait construire un canal qui passait directement à travers le fort. Autour de la sortie est du canal, on dressa une palissade de pieux aiguisés.
Au nord du fort, du côté de la terre ferme, on creusa un profond fossé qui offrit une protection accrue et fournit une bonne partie des matériaux servant à élever les remparts. Un pont enjambait ce fossé et menait à une entrée de dix pieds de large (3 m) qui perçait le talus. Une solide porte appuyée à des poutres de bois fermait l'entrée. Non loin de là, un corps de garde, comprenant cinq cachots et un local pour "la police" du fort, contrôlait la circulation entre l'enceinte et l'extérieur. 
À l'apogée de son existence, le fort de Coteau-du-Lac pouvait loger convenablement sur pied d'alerte, un officier supérieur, deux capitaines, quatre-cent-soixante hommes, et disposait de dix-neuf stalles pour les chevaux. Les activités du canal, et celles du fort, couvrent plus de cent ans d'histoire. 